# Dağpınar, Digor
Dağpınar là một thị trấn thuộc huyện Digor, tỉnh Kars, Thổ Nhĩ Kỳ. Dân số thời điểm năm 2010 là 3263 người.